# 베네딕틴

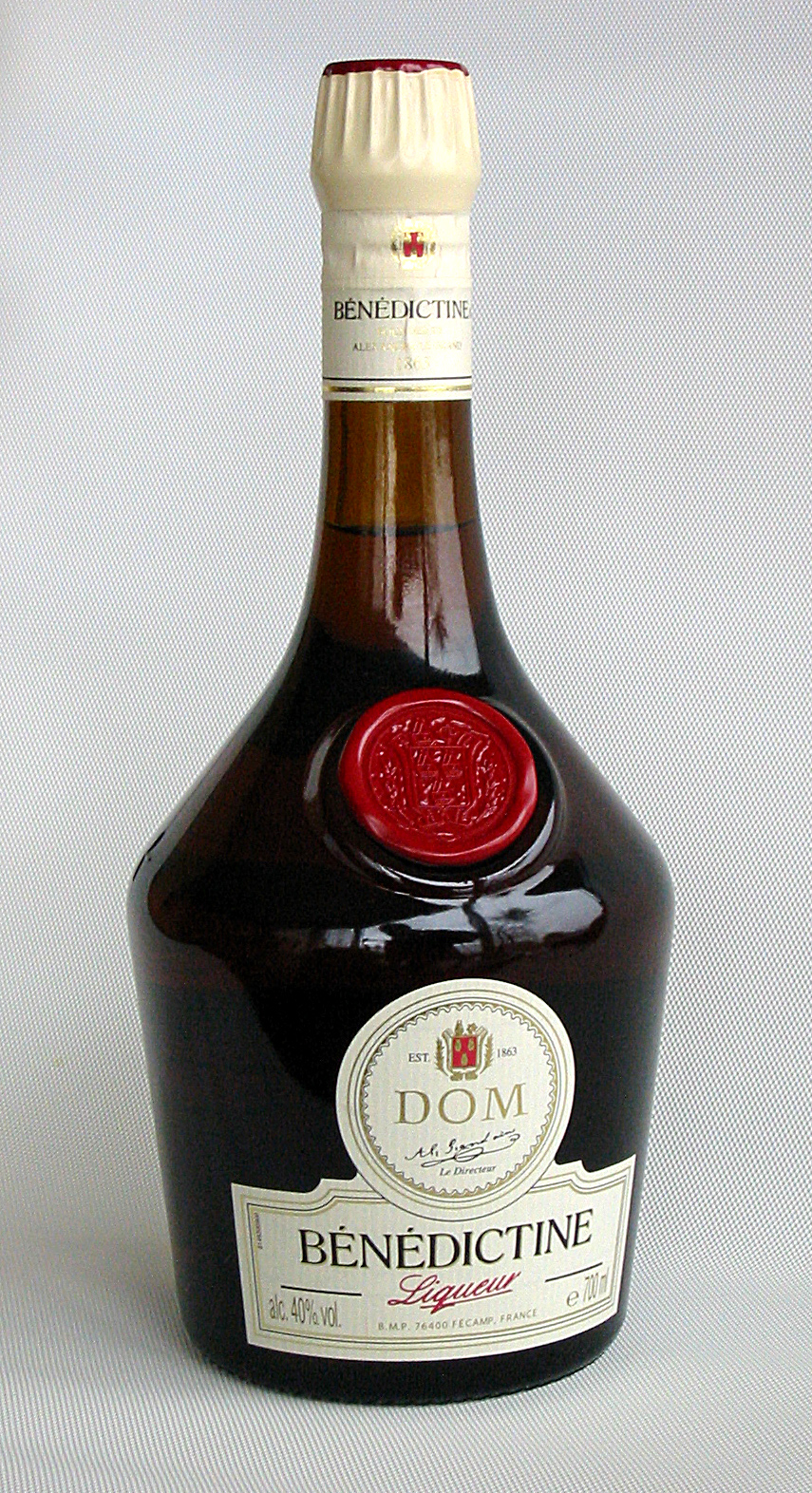

베네딕틴(Bénédictine)은 프랑스에서 제조되는 허브성 음료이다. 19세기에 포도주 상인 Alexandre Le Grand가 개발했고 27가지 꽃, 베리, 허브, 뿌리, 향신료향을 내는 것으로 알려져 있다.
브랜디와 베네딕틴을 섞어서 더 드라이하게 만든 버전인 B&B가 1930년대에 개발됐다.

## 레시피
제조 과정에는 여러 정제를 거친 뒤에 섞는 작업이 들어간다. 베네딕틴의 레시피는 상업적으로 비밀에 부쳐져 있지만 27개의 허브와 향신료를 함유하는 것으로 알려져 있고 그 중 다음 21가지가 알려져 있다: 안젤리카, 히솝, 두송, 몰약, 사프란, 육두구, 전나무속, 옥수수, 알로에, 아르니카, 레몬밤, 차, 백리향, 고수, 정향나무, 레몬, 바닐라, 오렌지 껍질, 벌꿀, 장과, 계피, 육두구.